# TRANK1
TRANK1‏ (Tetratricopeptide repeat and ankyrin repeat containing 1) هوَ بروتين يُشَفر بواسطة جين TRANK1 في الإنسان.